# Sint-Johanneskathedraal (Warschau)
De Johanneskathedraal (Pools: Katedra św. Jana) is een kathedraal gelegen in de Oude Stad van de Poolse hoofdstad Warschau. Het is een van de oudste kerken van de stad en de belangrijkste kerk van het aartsbisdom Warschau.

## Geschiedenis
De kerk werd oorspronkelijk gebouwd in de 14de eeuw als een Mazovische gotische kerk en diende als een kronings- en begrafenisplek voor diverse hertogen van Mazovië. Hier stond een houten kerk die door een stenen kerk werd vervangen.
Omdat de kerk als slotkapel fungeerde werd met het Koninklijk Paleis verbonden door een 80 meter lange verhoogde corridor, dat aan het einde van 16de eeuw gebouwd werd door koning Anna Jagiellon en na 1620 uitgebreid nadat Michał Piekarski voor de kathedraal een mislukte moordaanslag pleegde op koning Sigismund III van Polen. In 1602 stortte de kerk in, waarna hij in de daaropvolgende jaren diverse keren werd herbouwd. In de 18de eeuw werden hier de koningen van Polen gekroond, koninklijke huwelijken gesloten en koninklijke begrafenissen en begrafenissen van belangrijke personen verzorgd.
Nadat de kerk in 1798 een kathedraal was geworden, werd zij in 1836 verbouwd in een Engelse neogotische stijl. Ze werd volledig verwoest door de Duitsers tijdens de Opstand van Warschau (augustus-oktober 1944). De kathedraal werd tussen 1948 en 1956 onder leiding van architect Jan Zachwatowicz herbouwd. De kathedraal werd bij de restauratie weer teruggebracht in de oorspronkelijke gotische stijl, waardoor ze het uiterlijk van vóór de verbouwing van 1836 terugkreeg.

## Interieur
De kathedraal heeft een stervormig gewelf. In de rechter zijbeuk zijn de epitafen van de Poolse presidenten Piłsudski en Paderewski aangebracht, verder bevinden zich er het grafmonument van de laatste hertogen van Mazovië en het altaar van de heilige Maksimilian Kolbe. Het classicistische monument van Małachowski, maarschalk van de Sejm is vervaardigd door de Deen Thorvaldsen.
In de kathedraal bevindt zich ook een besneden koorgestoelte die een geschenk was van koning Jan III Sobieski. Het doopvont stamt uit 1632.

## Kroningen
- Cecylia Renata, de echtgenote van Wladislaus Wasa op 13 september 1637
- Eleonore von Habsburg, de echtgenote van Michaël Korybut Wiśniowiecki op 19 oktober 1670
- Stanislaus Leszczyński en Katarzyna Opalińska op 4 oktober 1704
- Stanislaus II August Poniatowski op 25 november 1764

## Begraven
- Hertogen van Mazovië
- De laatste Poolse koning Stanisław August Poniatowski
- Vrijheidsvechter Kazimierz Sosnkowski
- Staatsman Stanisław Małachowski
- Poolse president Gabriel Narutowicz
- Premier en componist Ignacy Jan Paderewski
- Schilder Marcello Bacciarelli
- Schrijver Henryk Sienkiewicz